# Păltiniș (Botoșani)
Păltiniș is een Roemeense gemeente in het district Botoșani.
Păltiniș telt 3240 inwoners.